# Besser geht’s nicht
Besser geht’s nicht ist eine von Regisseur James L. Brooks inszenierte romantische Filmkomödie aus dem Jahr 1997 mit Jack Nicholson und Helen Hunt in den Hauptrollen.

## Handlung
Der erfolgreiche New Yorker Schriftsteller Melvin leidet an Zwangsneurosen. In Restaurants nimmt er immer sein eigenes Plastikbesteck mit, zum Händewaschen benutzt er jedes Mal ein neues Stück Seife, und auf dem Bürgersteig auf Pflasterfugen zu treten, ist für ihn tabu. Seinen Mitmenschen gegenüber verhält er sich grob und unsensibel. Darüber hinaus neigt er zu herablassenden und beleidigenden Äußerungen, was ihn allgemein unbeliebt macht. Gegenüber seinem homosexuellen Nachbarn Simon, einem Maler, und dessen schwarzem Agenten Frank äußert er sogar schwulenfeindliche und rassistische Sprüche.
Der einzige Mensch, der ihm Paroli bietet und mit ihm einigermaßen zurechtkommt, ist die Kellnerin Carol, die ihn in seinem Stammrestaurant regelmäßig bedient. Sie ist die alleinerziehende Mutter des asthmakranken Jungen Spencer. Wegen dessen Gesundheitszustandes muss Carol eines Tages zu Hause bleiben und kann nicht mehr Melvins Essen servieren. Daraufhin bittet Melvin den Mann seiner Verlegerin Dr. Bettes, einen renommierten Arzt, Spencer zu behandeln. Er übernimmt auch die Kosten dafür. Melvin beginnt sich nun zu verändern. Er nimmt Medikamente gegen seine Krankheit und bringt seine Zwangsneurosen nach und nach unter Kontrolle. Gleichzeitig kümmert er sich um den Hund Verdell seines Nachbarn Simon. Simon wurde in seiner Wohnung von einer Bande krankenhausreif geprügelt und ist nach einem langen Krankenhausaufenthalt pleite.
Melvin fährt Simon schließlich in Franks Cabrio zu dessen Eltern nach Baltimore, mit denen Simon seit Jahren kein Wort mehr gesprochen hat, um sie um finanzielle Unterstützung zu bitten. Melvin will, dass Carol sie begleitet. Als Melvin ihr offenbart, dass er sich ihretwegen ändern wolle, küsst sie ihn. Sie fühlt sich jedoch verletzt, als er ihr unmittelbar danach als Grund ihrer Einladung zur Reise sagt, sie könnte mit Simon schlafen.
Melvin nimmt nach seiner Rückkehr seinen mittlerweile obdachlos gewordenen Nachbarn Simon bei sich auf. Melvin fühlt sich nach den Ereignissen in den letzten Tagen verwirrt. Simon sagt Melvin, dass er, Melvin, verliebt sei. Er rät Melvin, Carol sofort zu besuchen. Melvin tut dies noch in der gleichen Nacht und gesteht Carol seine Gefühle; die beiden versöhnen sich.

## Zitat
“Some of us have great stories … pretty stories that take place at lakes with boats and friends and noodle salad. Just not anybody in this car. But lots of people – that’s their story – good times and noodle salad. And that’s what makes it hard. Not that you had it bad, but being that pissed that so many had it good.”

„Manche von uns haben tolle Geschichten … hübsche Geschichten, die an Seen stattfinden, mit Booten und Freunden und Nudelsalat. Nur keiner von den Anwesenden. Aber viele Menschen – das ist deren Geschichte – gute Zeiten und Nudelsalat. Und das ist es, was es schwer macht. Nicht, dass es uns schlecht geht, sondern wir sind sauer, dass so viele es gut haben.“

## Kritik
Besser geht’s nicht erhielt ein sehr gutes Presseecho, was sich auch in den Auswertungen US-amerikanischer Aggregatoren widerspiegelt. So erfasst Rotten Tomatoes größtenteils positive Besprechungen und ordnet den Film dementsprechend als „Zertifiziert Frisch“ ein. Laut Metacritic fallen die Bewertungen im Mittel „Grundsätzlich Wohlwollend“ aus. Es folgen einige repräsentative Pressestimmen:

„James L. Brooks fein ausbalancierte Gratwanderung zwischen Komödie und Drama zeigt, dass man mit gut platzierten Verbalattacken bessere Treffer landen kann als mit jeder High-Tech-Wumme. Zudem hat er mit dem Schriftsteller Melvin einen Charakter entworfen, der jeden Twister zum Azorenhoch degradiert […] Man ahnt, dass Brooks weniger an dramatischen Verwicklungen interessiert ist als an der graduellen Humanisierung seiner Hauptfigur. Doch dieser Prozess geht so unaufdringlich vor sich, dass man kaum merkt, wie meisterlich Brooks die Fäden seiner Story miteinander verwebt und den Zuschauer darin fängt. Jack Nicholson jedenfalls ist wunderbar.“

„Insgesamt ein durchaus liebenswerter Film, wenngleich einen Hauch belanglos, der einen lehrt, vor allem da genau hinzugucken, wo im Kopf ständig das Wort ‚unmöglich‘ aufleuchtet.“

„Eine hervorragend inszenierte Mischung aus satirischem Gesellschaftsporträt und romantischer Komödie, die nicht nur durch die Tiefe und den Witz ihrer Dialoge besticht, sondern auch qualitativ hochwertiges Schauspielerkino bietet. Als primus inter pares lotet Jack Nicholson brillant die Untiefen seiner Figur aus.“

## Auszeichnungen

### Oscarverleihung 1998
Gewonnen
- Bester Hauptdarsteller (Jack Nicholson)
- Beste Hauptdarstellerin (Helen Hunt)

Nominiert
- Bester Film
- Bester Nebendarsteller (Greg Kinnear)
- Bestes Originaldrehbuch (Mark Andrus, James L. Brooks)
- Beste Filmmusik (Hans Zimmer)
- Bester Schnitt (Richard Marks)

### Golden Globe Awards 1998
Gewonnen
- Bester Film – Komödie oder Musical
- Bester Hauptdarsteller – Komödie oder Musical (Jack Nicholson)
- Beste Hauptdarstellerin – Komödie oder Musical (Helen Hunt)

Nominiert
- Beste Regie (James L. Brooks)
- Bester Nebendarsteller (Greg Kinnear)
- Bestes Drehbuch (Mark Andrus, James L. Brooks)

### Screen Actors Guild Awards 1998
Gewonnen
- Bester Hauptdarsteller (Jack Nicholson)
- Beste Hauptdarstellerin (Helen Hunt)

Nominiert
- Bester Nebendarsteller (Greg Kinnear)

### Satellite Awards 1997
Gewonnen
- Bester Film – Komödie oder Musical
- Bester Hauptdarsteller – Komödie oder Musical (Jack Nicholson)
- Beste Hauptdarstellerin – Komödie oder Musical (Helen Hunt)

Nominiert
- Bester Nebendarsteller (Greg Kinnear)
- Bester Nebendarsteller (Cuba Gooding junior)
- Beste Nebendarstellerin (Shirley Knight)